# 福島ケルン

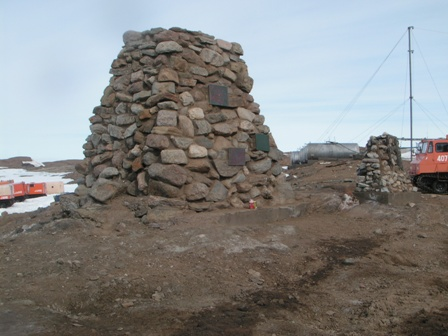
2005年12月撮影

福島ケルンとは南極大陸の昭和基地の近く南緯69度、東経39度35分にあるケアン（石を積んでできた塔）である。第4次南極地域観測隊越冬隊隊員である福島紳の死を悼むために作られた。1972年の南極条約協議国会議（Antarctic Treaty Consultative Meeting : ATCM）により、南極史跡記念物 (HSM 2)に指定された。

## 由来
福島紳は当時理化学研究所に所属していた地球物理の研究家であり、第4次越冬隊と第3次夏隊に加わり、宇宙線やオーロラの観測に携わっていた。第3次夏隊に加わった時点で28歳であった。
福島が第4次越冬隊として越冬中の1960年10月7日から11日にかけて、昭和基地周辺にはA級ブリザードが吹いており、折から昭和基地に滞在していたベルギー南極観測隊の隊員が行方不明になったため捜索が行われていた。10日13時30分頃、福島は犬への給餌とカブース（ソリの付いた小屋）の点検のために外出、100メートル行かないうちに同行隊員と離れ離れになった。同日17時には最大風速32.5m/s、最大瞬間風速40m/s、視程1メートル以内になり、サイレンを鳴らし照明を点けたものの発見できず、11日からは雪上車で、13日からはベルギー隊の飛行機も使って捜索したが、なお発見できなかった。
最終的に遭難から8日後の17日、福島の死亡が認定された。日本の南極観測隊はその後、2021年現在まで死者を出していない。なお、ベルギー隊の隊員は救助されている。また、福島の死体は1968年2月9日に基地から4キロメートル離れた西オングル島の西端で発見された。死体はその場で荼毘に付された。新田次郎はこの遭難を『非情のブリザード』として小説化した。

## ケルンの詳細
ケルンは、福島が消息を絶った、基地から約100メートル離れた地点に建っている。外側には、福島と同じ研究室の先輩研究者により、理研からの追悼銘板が2枚取り付けられている。1枚には茅誠司（日本学術会議会長、東京大学総長）の揮毫による「福島紳君この地に逝く」という銘文が刻み込まれ、もう1枚には立見辰雄（第4次観測隊長）の弔文を長谷川万吉（福島の京都大学大学院での指導教員）が筆書したものが刻み込まれている。高さは2.5メートルである。中には福島が愛用していたパイプと本人の遺骨が入っている。
日本の南極観測隊越冬隊は毎年、前の期の越冬隊と同期の夏隊が日本へ向けて出発した後に、越冬成立式を行う。式後は引き続いてケルンにて福島ケルン慰霊祭を行い、冥福を祈るとともに安全を祈願する。